# Jorge Naranjo
Jorge Naranjo (Bogotá, Cundinamarca, Colombia; 15 de mayo de 1992) es un futbolista colombiano. Juega como volante. Actualmente se encuentra en el primer equipo del Tigres de la Liga Águila de Colombia.

## Estadísticas
| Club                                 | Div.                | Temporada           | Liga  | Liga  | Copa Nacional | Copa Nacional | Copa Internacional | Copa Internacional | Total | Total | Prom. · |
| Club                                 | Div.                | Temporada           | Part. | Goles | Part.         | Goles         | Part.              | Goles              | Part. | Goles | Prom. · |
| ------------------------------------ | ------------------- | ------------------- | ----- | ----- | ------------- | ------------- | ------------------ | ------------------ | ----- | ----- | ------- |
| Club Deportivo La Equidad · Colombia | 2ª                  | 2016                | 5     | 3     | 1             | 0             | -                  | -                  | 3     | 3     | 0,13    |
| Club Deportivo La Equidad · Colombia | 2ª                  | 2016                | 5     | 7     | 1             | 0             | -                  | -                  | 8     | 6     | 0,61    |
| Club Deportivo La Equidad · Colombia | Total               | Total               | 10    | 10    | 2             | 0             | -                  | -                  | 7     | 6     | 0,42    |
| Tigres · Colombia                    | 1ª                  | 2017                | 0     | 0     | 0             | 0             | -                  | -                  | 0     | 0     | 0       |
| Tigres · Colombia                    | Total               | Total               | 0     | 0     | 0             | 0             | -                  | -                  | 0     | 0     | 0       |
| Total en su carrera                  | Total en su carrera | Total en su carrera | 10    | 10    | 2             | 0             | -                  | -                  | 10    | 12    | 0,42    |

### Hat-tricks
Partidos en los que anotó tres o más goles:
| 1 | Diciembre de 2016 | Estadio Atanasio Girardot, Medellín | Equidad Futbol Club - AT Nacional |  | 4 - 3 | Categoría Reservas 1 |

- Datos: Q30331254